# Phaeoptyx pigmentaria
Phaeoptyx pigmentaria és una espècie de peix pertanyent a la família dels apogònids.
Pot arribar a fer vuit cm de llargària màxima. Té set espines i nou radis tous a l'aleta dorsal i dues i vuit radis tous a l'anal. És depredat per Cephalopholis cruentata.
És un peix marí, associat als esculls i de clima tropical (32°N-23°S) que viu entre 13 i 50 m de fondària.
Es troba a l'Atlàntic occidental (des de Florida als Estats Units, Bermuda, les Bahames i el nord-est del golf de Mèxic fins al Brasil) i a l'oriental (el golf de Guinea).
És inofensiu per als humans.